# دارشکنک سفیدنواری
دارشکنک سفیدنواری (نام علمی: Picumnus cirratus) نام یک گونه از سرده دارشکنک‌ها است.